# Oratorio di Sant'Jacopo in Sant'Albino
L'oratorio di Sant'Jacopo in Sant'Albino si trova nei pressi di Molino d'Egola, nel comune di San Miniato, in provincia di Pisa, diocesi di San Miniato.

## Storia e descrizione
L'oratorio romanico, poco distante dalla villa del Palagio dei Samminiati il cui stemma figura sulla facciata, dipendeva nel Medioevo dalla pieve di San Saturnino a Fabbrica, documentata dall'VIII secolo, di cui sopravvivono pochi resti inglobati in un edificio privato.
L'oratorio è oggi di proprietà privata, e si trova al centro di un appezzamento coltivato; al suo interno la data 1588 ricorda un restauro; di particolare interesse sono gli affreschi tardo cinquecenteschi, presumibilmente coevi e di ambito fiorentino che raffigurano San Francesco che riceve le stimmate, i Santi Albino, Iacopo e Maddalena, e un Cristo in Pietà. La decorazione è attribuibile a Simone Ferri da Poggibonsi.